# 1330
Cette page concerne l'année 1330  du calendrier julien. Pour l'année 1330 av. J.-C., voir 1330 av. J.-C.
L'année 1330 est une année commune qui commence un lundi.

## Événements
- 19 mars : exécution du comte de Kent pour trahison[1].
- 28 avril : Louis IV de Bavière fonde le monastère d'Ettal dans le Graswangtal[2].
- 5 mai : création d’un quartier juif à Pampelune (pour les protéger des pillages)[3].
- 28 juillet : bataille de Kustendil ou de Velbajd[4] dans laquelle la Bulgarie et la Serbie de Stefan Uroš III Dečanski, candidates à la succession de Byzance, s’affrontent. Le tsar bulgare Michel III trouve la mort et son pays est réduit en vassalité.
- 6 août : traité de Haguenau entre Louis IV de Bavière et Albert le Sage. L'empereur confirme les possessions des Habsbourg[5].
- 19 octobre : le roi Édouard III d'Angleterre évince Isabelle et Roger Mortimer du pouvoir par un coup d’État. Isabelle est arrêtée et emprisonnée jusqu’à sa mort en 1358[1].
- 9 - 11 novembre[6] : Basarab Ier de Valachie se heurte à Charles Ier d’Anjou qui veut rétablir l’autorité de la Hongrie sur la plaine du bas Danube. Basarab est vainqueur à la bataille de Posada et Charles se résigne à l’indépendance de la Valachie.
- 29 novembre : Roger Mortimer est exécuté[1].

- Fondation par le roi de Castille Alphonse XI de l'ordre de l'Écharpe (ordre de chevalerie)[7].
- Première mention du bourg de Curtea de Argeș en Valachie. Basarab Ier y établit sa capitale.